# Xã North Olga, Quận Cavalier, Bắc Dakota
Xã North Olga (tiếng Anh: North Olga Township) là một xã thuộc quận Cavalier, tiểu bang Bắc Dakota, Hoa Kỳ. Năm 2010, dân số của xã này là 39 người.